# Tsurezure Children
Tsurezure Children (徒然チルドレン Tsurezure Chirudoren?), también conocida como Tsuredure Children, es una serie de manga en formato yonkoma escrita e ilustrada por Toshiya Wakabayashi. Se publicó en serie en la revista Bessatsu Shōnen Magazine de Kōdansha desde agosto de 2014 hasta marzo de 2015, y se transfirió a la revista Shūkan Shōnen Magazine, donde se publicó desde abril de 2015 hasta julio de 2018. Se compiló en doce volúmenes tankōbon.
Una adaptación a anime de Studio Gokumi se emitió de julio a septiembre de 2017.

## Argumento
Tsurezure Children narra la historia de jóvenes estudiantes y sus amores. Mal entendidos, primeros amores, frustraciones y confesión de sus sentimientos son situaciones a las que se verán enfrentados sus personajes.

## Personajes

### Segundo año
- Haruhiko Takase (高瀬 春彦 Takase Haruhiko?)
- Saki Kanda (神田 沙希 Kanda Saki?)
- Jun Furuya (古屋 純 Furuya Jun?)
- Yuki Minagawa (皆川 由紀 Minagawa Yuki?)
- Takurō Sugawara (菅原 卓郎 Sugawara Takurō?)
- Chizuru Takano (高野 千鶴 Takano Chizuru?)
- Takeru Gōda (剛田 武 Gōda Takeru?)
- Ayaka Kamine (上根 綾香 Kamine Ayaka?)
- Chiaki Uchimura (内村 千秋 Uchimura Chiaki?)
- Kana Ījima (飯島 香菜 Ījima Kana?)
- Ayane Matsuura (松浦 彩音 Matsuura Ayane?)
- Chiyo Kurihara (栗原 ちよ Kurihara Chiyo?)
- Takao Yamane (山根 隆夫 Yamane Takao?)
- Tomomichi Motoyama (本山 友道 Motoyama Tomomichi?)
- Kazuko Hosogawa (細川 数子 Hosogawa Kazuko?)

### Tercer año
- Masafumi Akagi (赤木 正文 Akagi Masafumi?)
- Ryōko Kaji (梶 亮子 Kaji Ryōko?)
- Shin'ichi Katori (香取 慎一 Katori Shin'ichi?)
- Satsuki Sasahara (笹原 さつき Sasahara Satsuki?)

### Primer año
- Hotaru Furuya (古屋 ほたる Furuya Hotaru?)
- Yūki Kaga (加賀 優樹 Kaga Yūki?)
- Kaoru Nanase (七瀬 薫 Nanase Kaoru?)

### Otros
- Hideki Yukawa (湯川 英樹 Yukawa Hideki?)

## Media

### Manga
Fue publicado en la revista Shūkan Shōnen Magazine de la editorial Kōdansha. A la fecha, presenta 12 tomos.

### Anime
La serie de anime fue adaptada por el Studio Gokumi. Constó de 12 episodios de 12 minutos de duración cada uno, televisados durante la temporada de verano de 2017 en Japón.

#### Lista de episodios
| #  | Título | Fecha de emisión Japón   |
| -- | --- | ------------------------ |
|    | |                          |
| 1  | «A. Kokuhaku B. Fumajime na kanojo C. Seitokaichou no nayami D. Supika» (A. 告白 B. 不真面目な彼女 C. 生徒会長の悩み D. スピカ)          | 4 de julio de 2017       |
| 2  | «A. Onii-chan no kanojo B. Haru C. Contact D. Ame» (A. お兄ちゃんの彼女 B. 春 C. コンタクト D. 雨)                                       | 11 de julio de 2017      |
| 3  | «A. Shikinkyori renai B. Senpai korosu C. Koi wa kakkowarui D. Souji touban» (A. 至近距離恋愛 B. 先輩殺す C. 恋はカッコ悪い D. 掃除当番) | 18 de julio de 2017      |
| 4  | «A. Love Comedy B. Tashikamete miyou C. Henji D. Kimi wa kagayaiteiru» (A. ラブコメディ B. 確かめてみよう C. 返事 D. 君は輝いている)     | 25 de julio de 2017      |
| 5  | «B. Osananajimi C. Tooku kara kimi wo miteru» (B. 幼なじみ C. 遠くから君を見てる)                                                        | 1º de agosto de 2017     |
| 6  | «A. Dokusai B. X fairu C. Ore-tachi ni onna wa iranai D. Renai masutaa» (A. 独裁 B. Xファイル C. 俺達に女はいらない D. 恋愛マスター)     | 8 de agosto de 2017      |
| 7  | «A. Wana B. Kikasete yo C. Advice D. Zenbu netsu no sei» (A. 罠 B. 聞かせてよ C. アドバイス D. 全部熱のせい)                             | 15 de agosto de 2017     |
| 8  | «A. Motto hoshiku naru B. Shoot C. Oppai D. Kizudarake no tenshi» (A. もっと欲しくなる B. シュート C. おっぱい D. 傷だらけの天使)        | 22 de agosto de 2017     |
| 9  | «A. Shisen B. Fumajime na kanojo C. Mou ichido D. Suki» (A. 視線 B. ふりだし C. もう一度 D. 好き)                                        | 29 de agosto de 2017     |
| 10 | «Koibito-tachi» (恋人たち) | 5 de septiembre de 2017  |
| 11 | | 12 de septiembre de 2017 |
| 12 | | 19 de septiembre de 2017 |

#### Reparto
| Personaje        | Seiyū Original (Japón) |
| ---------------- | ---------------------- |
| Chizuru Takano   | Inori Minase           |
| Takurō Sugawara  | Kaito Ishikawa         |
| Chiyo Kurihara   | Ai Kakuma              |
| Kana Iijima      | Akari Kitō             |
| Ryōko Kaji       | Ayane Sakura           |
| Ayane Matsuura   | Ayumi Mano             |
| Shinichi Katori  | Daisuke Namikawa       |
| Hideki Yukawa    | Daisuke Ono            |
| Saki Kanda       | Haruka Miyake          |
| Hotaru Furuya    | Haruka Tomatsu         |
| Takao Yamane     | Hiro Shimono           |
| Yuki Minagawa    | Kana Hanazawa          |
| Masafumi Akagi   | Kenshō Ono             |
| Haruhiko Takase  | Kentarō Kumagai        |
| Jun Furuya       | Kōhei Amasaki          |
| Satsuki Sasahara | Maaya Uchida           |
| Kazuko Hosokawa  | Rie Murakawa           |
| Chiaki Uchimura  | Seiichirō Yamashita    |
| Takeru Gōda      | Tomoaki Maeno          |
| Ayaka Kamine     | Yui Ogura              |
| Yūki Kaga        | Yūki Hashimoto         |

#### Banda sonora
- Opening: Aimai Moko (アイマイモコ) por Inori Minase.
- Ending: Dear por Yui Ogura.